# Mokra Prawa
Mokra Prawa – wieś w Polsce położona w województwie łódzkim, w powiecie skierniewickim, w gminie Skierniewice.
W Mokrej Prawej znajduje się jednostka Ochotniczej Straży Pożarnej.
W miejscowości istnieje Ludowy Klub Sportowy Jutrzenka Mokra Prawa.
Do miejscowości dojeżdża linia autobusowa nr 3 MZK Skierniewice.

## Historia
W latach 1954–1972 wieś należała i była siedzibą władz gromady Mokra Prawa. W latach 1975–1998 miejscowość administracyjnie należała do województwa skierniewickiego.